# José Antonio Mijares
José Antonio Mijares fue un militar español-mexicano. Nació en Santander, España, en 1819. 

## Guerra con Texas
Durante su juventud llegó a la Ciudad de México; donde obtuvo la nacionalización requerida para servir en la Armada de México. Ingresó en 1842, y al siguiente año participó en la Batalla de Campeche, logrando alcanzar el grado de Teniente. Perdida la guerra con Texas, se retira de la vida militar. 

## Intervención estadounidense
Sin embargo, ante la inminente Intervención estadounidense en México, solicitó reingresar al servicio. El 19 de noviembre de 1847, fue enviado a Baja California al mando de José Matías Romero; participando en los combates de San José del Cabo. La batalla fue intensa, sin embargo, sólo gracias a los refuerzos marítimos estadounidenses, es que evitaron la derrota de los mexicanos.

## Muerte
El asedio al puerto se prolongó por tres meses, y ambos bandos tuvieron a ratos el control del mismo, es por ello que la insistencia mexicana de alguna forma impidió que la península haya pasado, a pesar de la derrota, a manos estadounidenses en 1847. El 20 de noviembre de 1847 cuando Mijares comandaba un asalto nocturno sobre posiciones enemigas, resultó herido de muerte, cuando sus fuerzas intentaron arrebatar la única pieza de artillería con que contaban. Murió al día siguiente en San José del Cabo.
- Datos: Q5937968